# Praxithea travassosi
Praxithea travassosi är en skalbaggsart som beskrevs av Lane 1939. Praxithea travassosi ingår i släktet Praxithea och familjen långhorningar.
Artens utbredningsområde är:
- Costa Rica.
- Guyana.
- Venezuela.

Inga underarter finns listade i Catalogue of Life.

## Bildgalleri

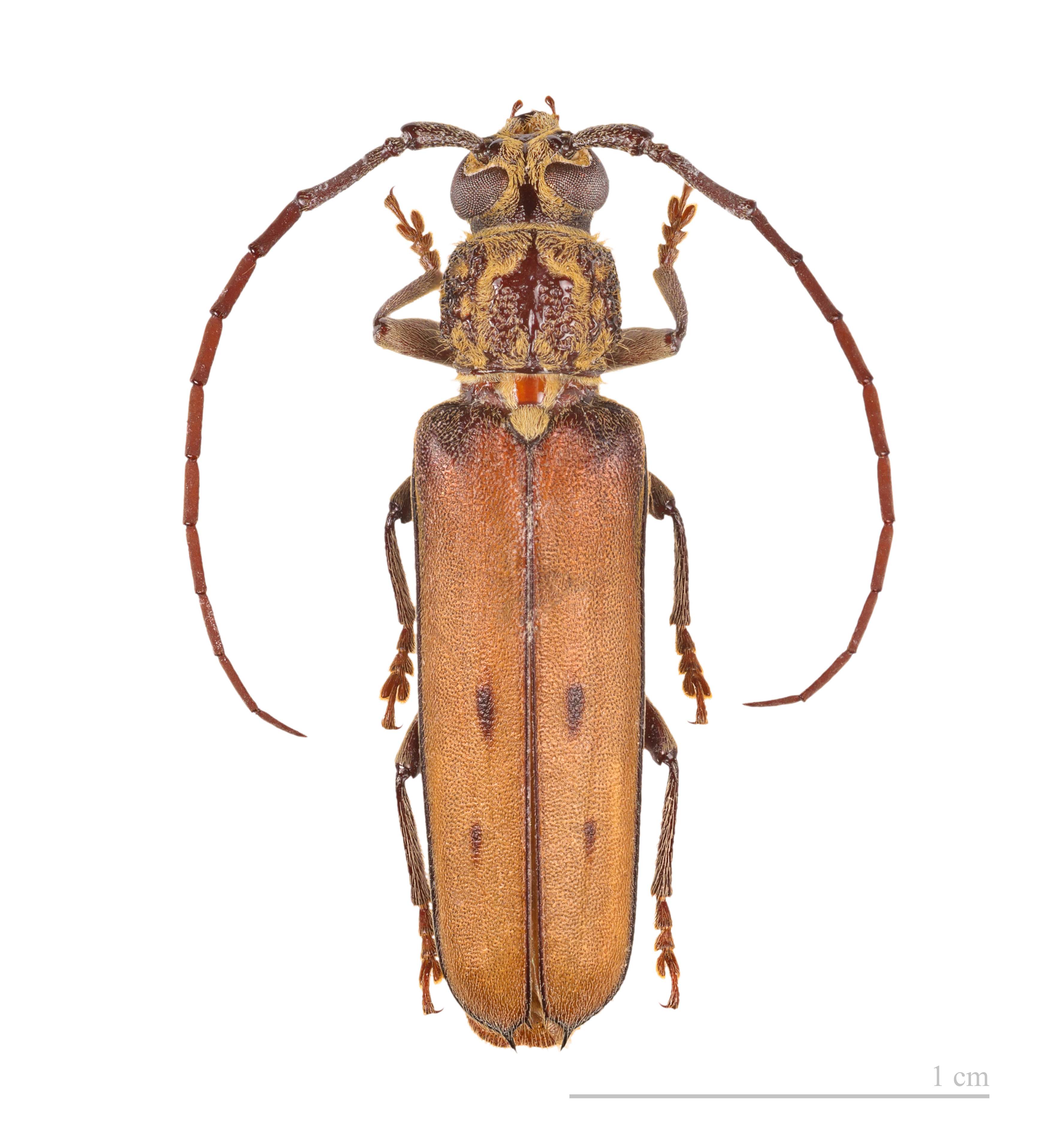